# Битман, Натан Михайлович
Натан Михайлович Битман (28 декабря 1908 — 30 июля 1995) — советский организатор кинопроизводства, директор фильмов. Принял участие в создании более 70 документальных и более 100 мультипликационных фильмов.

## Биография
Родился 28 декабря 1908 года. В 1936—1937 годах работал на киностудии «Мосфильм». Принимал участие в Великой Отечественной войне, награждён орденом Отечественной войны I степени. В 1943—1948 годах работал на Центральной студии документальных фильмов. В 1951—1952 годах работал на Ленинградской студии кинохроники. В 1952—1954 годах работал на Ростовской студии кинохроники. В 1954—1955 годах работал на киностудии «Молдова-фильм». В 1955—1982 годах работал на киностудии «Союзмультфильм». Участвовал в создании более 70 документальных и более 100 мультипликационных фильмов, многие из которых были отмечены Государственными и Ленинскими премиями. Умер 30 июля 1995 года.

## Фильмография

### Директор картин на студии «Союзмультфильм»
- «Двенадцать месяцев» (1956)
- «Сказка о попе и о работнике его Балде» (1956)
- «В одной столовой…» (1957)
- «Почему ушёл котёнок» (1957)
- «Слово имеют куклы» (1957)
- «Краса ненаглядная» (1958)
- «Петя и волк» (1958)
- «Три медведя» (1958)
- «Али-Баба и сорок разбойников» (1959)
- «Вернулся служивый домой» (1959)
- «Влюблённое облако» (1959)
- «История Власа — лентяя и лоботряса» (1959)
- «Пересолил» (1959)
- «Конец Чёрной топи» (1960)
- «Машенька и медведь» (1960)
- «Петя-петушок» (1960)
- «Прочти и катай в Париж и Китай» (1960)
- «Секрет воспитания» (1960)
- «Про козла» (1960)
- «Три зятя» (1960)
- «Заокеанский репортёр» (1961)
- «Кто самый сильный?» (1961)
- «Новичок» (1961)
- «Три пингвина» (1961)
- «Окна сатиры» (1961)
- «Банальная история» (1962)
- «Баня» (1962)
- «Кто сказал «мяу»?» (1962)
- «Летающий пролетарий» (1962)
- «Обида» (1962)
- «Сказка о старом кедре» (1963)
- «Как котёнку построили дом» (1963)
- «Левша» (1964)
- «Добрыня Никитич» (1965)
- «Как один мужик двух генералов прокормил» (1965)
- «Чьи в лесу шишки?» (1965)
- «Странички календаря» (1965)
- «Автомобиль, любовь и горчица» (1966)
- «Поди туда, не знаю куда» (1966)
- «Потерялась внучка» (1966)
- «Тимошкина ёлка» (1966)
- «Варежка» (1967)
- «Как стать большим» (1967)
- «Легенда о Григе» (1967)
- «Ну и рыжик!» (1967)
- «Приключения барона Мюнхгаузена» (1967)
- «Честное крокодильское» (1967)
- «Шесть Иванов — шесть капитанов» (1967)
- «Легенда о злом великане» (1967)
- «Белая шкурка» (1968)
- «25-е, первый день» (1968)
- «Клубок» (1968)
- «Козлёнок, который считал до десяти» (1968)
- «Не в шляпе счастье» (1968)
- «Ничто не забыто!» (1968)
- «Осторожно, щука!» (1968)
- «Великие холода» (1969)
- «Жадный Кузя» (1969)
- «Золотой мальчик» (1969)
- «Крокодил Гена» (1969)
- «Пластилиновый ёжик» (1969)
- «Времена года» (1969)[источник?]
- «Рисунок на песке» (1969)
- «Сказка про Колобок» (1969)
- «Дети и спички» (1969)[источник?]
- «Солнечное зёрнышко» (1969)[источник?]
- «Бобры идут по следу» (1970)
- «Мой друг Мартын» (1970)
- «Отважный Робин Гуд» (1970)
- «Приключения Огуречика» (1970)
- «Золочёные лбы» (1971)
- «Лошарик» (1971)
- «Аве Мария» (1972)[источник?]
- «Заветная мечта» (1972)
- «Мама» (1972)
- «Мастер из Кламси» (1972)
- «Новогодняя сказка» (1972)
- «Аврора» (1973)
- «Айболит и Бармалей» (1973)
- «Волшебные фонарики» (1973)
- «Лиса и заяц» (1973)
- «Митя и Микробус» (1973)
- «Немухинские музыканты» (1973)
- «Про Петрушку» (1973)
- «Ваня Датский» (1974)
- «Всё наоборот» (1974)
- «Карусельный лев» (1974)
- «Похождения Чичикова. Манилов» (1974)
- «Похождения Чичикова. Ноздрёв» (1974)
- «Федорино горе» (1974)
- «Цапля и журавль» (1974)
- «Шапокляк» (1974)
- «В гостях у гномов» (1975)
- «Наша няня» (1975)
- «Садко богатый» (1975)
- «Уступите мне дорогу» (1975)
- «Поезд памяти» (1975)[источник?]
- «Маяковский смеётся» (1975)[источник?]
- «За день до нашей эры» (1977)[источник?]
- «Алые паруса» (1978)[источник?]
- «Волшебное озеро» (1979)[источник?]
- «Олимпионики» (1982)[1]